# Endasys senilis
Endasys senilis är en stekelart som först beskrevs av Gmelin 1790.  Endasys senilis ingår i släktet Endasys och familjen brokparasitsteklar. Arten är reproducerande i Sverige. Inga underarter finns listade i Catalogue of Life.